# Kinderdijk
Kinderdijk (nizozemska izgovorjava: [ˌkɪndərˈdɛi̯k]) je vas v občini Molenlanden v provinci Južna Holandija na Nizozemskem. Nahaja se okoli 15 km (9 milj) vzhodno od Rotterdama.
Kinderdijk leži v polderju Alblasserwaard ob sotočju rek Lek in Noord. Za izsuševanje polderja so okoli leta 1740 zgradili sistem 19 vetrnic. Ta skupina mlinov je največja koncentracija starih mlinov na veter na Nizozemskem. Mlini na veter v Kinderdijku so ena najbolj znanih nizozemskih turističnih znamenitosti. Od leta 1997 so na Unescovem seznamu svetovne dediščine.

## Etimologija
Ime Kinderdijk v nizozemščini pomeni "otroški nasip". Med poplavo sv. Elizabete leta 1421 je Grote Hollandse Waard poplavil, vendar je polder Alblasserwaard ostal nepoplavljen. Pogosto pravijo, da je vaščan, ko se je strašna nevihta polegla, odšel do nasipa med tema dvema območjema, da bi pregledal, kaj bi se dalo rešiti. V daljavi je zagledal leseno zibelko, ki je plavala po vodi. Ko se je približal, je bilo opaziti nekaj gibanja in po natančnejšem raziskovanju je bila najdena mačka, ki jo je poskušala obdržati v ravnotežju s skakanjem naprej in nazaj na tak način, da voda ni mogla zaliti zibelke. Ko se je zibelka na koncu dovolj približala nasipu, da jo je mimoidoči dvignil, je videl, da v njej tiho spi dojenček, lepo in suho. Mačka je držala zibelko v ravnotežju in na površju. Ta ljudska pravljica in legenda je bila v angleščini objavljena kot "The Cat and the Cradle". 

## Zgodovina

### Izvori
Ime Kinderdijk je prvič nastalo leta 1421 po legendi, kjer naj bi val na obalo naplavil zibelko, v kateri je bil speči dojenček.

### Zgodnja leta
V Alblasserwaardu so v 13. stoletju postajale vse bolj očitne težave z vodo. Velike kanale, po nizozemsko imenovane weteringen, so izkopali, da bi se znebili odvečne vode v polderjih. Vendar se je izsušena prst še naprej posedala, gladina reke pa se je dvignila zaradi nanosov peska. Po nekaj stoletjih je bil potreben dodaten način za ohranjanje suhih polderjev.

### Gradnja
Odločeno je bilo zgraditi vrsto mlinov na veter z omejeno zmogljivostjo za premoščanje razlik v vodni gladini, vendar le sposobni črpati vodo v rezervoar na vmesnem nivoju med tlemi v polderju in reko.
Rezervoar so lahko izčrpali v reko z drugimi mlini na veter, kadar koli je bila gladina reke dovolj nizka; gladina reke ima sezonske in plimske spremembe. Čeprav se nekatere mline na veter še vedno uporabljajo, glavni vodovod zagotavljata dve dizelski črpalni postaji blizu enega od vhodov na območje mlinov na veter.

### Svetovna dediščina
Kinderdijk je bil leta 1997 vpisan na Unescov seznam svetovne dediščine. Vas je fascinantna podeželska pokrajina s skupno 19  mlini na veter iz 18. stoletja, proglašenimi za spomenike.

## Galerija slik
- Delujoči mlin na veter
- Mlini na veter v Kinderdijku v odsevu kanala
- Sončni vzhod v Kinderdijku
- Pogled na mline na veter v Kinderdijku
- Mlini na veter v Kinderdijku ob glavnem kanalu